# Lepanthes effusa
Lepanthes effusa är en orkidéart som beskrevs av Rudolf Schlechter. Lepanthes effusa ingår i släktet Lepanthes och familjen orkidéer. Inga underarter finns listade i Catalogue of Life.